# Tom Engelhardt
Tom Engelhardt (* 1944 in New York) ist ein US-amerikanischer Blogger, Medienkritiker und Herausgeber.

## Leben und Werk
Engelhardt studierte an der Yale University sowie der Harvard University und gründete unter dem Dach des Nation Institute die unabhängige kritische Website tomdispatch.com, auf der er seine eigenen Essays veröffentlicht. Außerdem schreiben dort u. a. Rebecca Solnit, Bill McKibben, Jonathan Schell, Fatima Bhutto, und Nick Turse. Er ist Mitgründer des American Empire Projects und veröffentlicht u. a. in The Nation und Huffington Post Artikel zur Populärkultur der USA, zu Spielzeug, Comic Strips und zur „Siegerkultur“ der Nachkriegszeit. Der Kritiker der US-amerikanischen Sicherheits- und Militärpolitik lehrt Journalismus an der University of California, Berkeley.

## Veröffentlichungen
- The End of Victory Culture: Cold War America and the Disillusioning of a Generation, London, Basic Books 1995, ISBN 978-0-465-01984-7
- The Last Days of Publishing, Amherst 2005, Massachusetts UP
- Mission Unaccomplished, New York 2006, Nation
- The World According to Tomdispatch, New York 2008, Verso
- (mit  Nick Turse) Terminator Planet: The First History of Drone Warfare, 2001-2050, Dispatch Books 2012, ISBN 978-1-4774-7594-2
- Shadow Government - Surveillance, Secret Wars, and a Global Security State in a Single Superpower World (zus. mit Glenn Greenwald), Chicago 2014, Haymarket
- Beyond Our Control, New York 1976, Riverrun